# لنز هلیوس
لنز هلیوس (به روسی: Ге́лиос) لنزی بود ساخت اتحاد جماهیر شوروی که برای دوربین عکاسی زنیت کاربرد داشت.